# Blankensee, Vorpommern-Greifswald
Blankensee là một đô thị ở huyện Vorpommern-Greifswald (trước thuộc huyện Uecker-Randow), bang Mecklenburg-Vorpommern, Đức. Đô thị này có diện tích 34,21 km², dân số thời điểm ngày 31 tháng 12 năm 2006 là 584 người.